# Коссаковский, Ян Непомуцен
Ян Непомуцен Коссаковский (пол. Jan Nepomucen Kossakowski; 16 мая 1755, Голча, Речь Посполитая — 26 августа 1808, Баден-Баден) — государственный и религиозный деятель Великого княжества Литовского, епископ Инфлянтский (1794—1798) и Виленский (1798—1808).

## Биография
Представитель шляхетского рода Коссаковских герба Слеповрон. Сын Антония Коссаковского, подстолия (польск.) новогрудского (ум. 1773) и его жены Констанции, урождённой Кросновской; брат политика и литератора Юзефа Игнатия Коссаковского (1757—1829) и камергера короля Станислава Понятовского, Леонарда Коссаковского. 
Учился в пиаристских коллегиумах в Петркуве и Варшаве, затем в Риме. Путешествовал по Франции и Англии.
В марте 1787 года принял сан священника, в 1788 году стал членом виленского капитула. В 1793 году Ян Непомуцен Коссаковский стал коадъютером (заместителем) своего дяди и инфлянтского епископа Юзефа Казимира Коссаковского и членом Эдукационной комиссии. В 1793 году стал членом гродненской конфедерации.
В 1794 году после гибели своего дяди Юзефа Казимира Коссаковского Ян Непомуцен получил должность епископа инфлянтского.
В 1795 году инфлянтский епископ Ян Непомуцен Коссаковский находился в Санкт-Петербурге, где искал поддержки. По всей вероятности был причастен к распоряжению императрицы Екатерины II о включении Инфлянтской епархии в состав Виленской. 9 августа 1798 года был назначен епископом Виленским.
В 1796 году стал кавалером Ордена Святого Александра Невского.
Сделал много для развития образования и благотворительности в Литве.
Автор проповедей, работ по истории литературы и переводов с французского языка.
Скончался в Баден-Бадене.